# Championnats du monde de descente de canoë-kayak 1991
Navigation
Championnats du monde de descente 1989 Championnats du monde de descente 1993
Les 17e championnats du monde de descente de canoë-kayak de 1991 se sont tenus à Bovec en Yougoslavie (actuellement en Slovénie), sous l'égide de la Fédération internationale de canoë.

## Podiums

### K1
| Rang               | Athlète        | Pays      | Temps |
| ------------------ | -------------- | --------- | ----- |
| Médaille d'or      | Markus Gickler | Allemagne |       |
| Médaille d'argent  | Yves Masson    | France    |       |
| Médaille de bronze | Rolf Kilian    | Allemagne |       |

| Rang               | Athlète                                            | Pays      | Temps |
| ------------------ | -------------------------------------------------- | --------- | ----- |
| Médaille d'or      | Marco Previde-Massara Cesare Mulazzi Fabio Ceccato | Italie    |       |
| Médaille d'argent  | Markus Gigkler Rolf Kilian Dirk Druschke           | Allemagne |       |
| Médaille de bronze | Bruno Boyer Yves Masson Philippe Graille           | France    |       |

| Rang               | Athlète          | Pays      | Temps |
| ------------------ | ---------------- | --------- | ----- |
| Médaille d'or      | Karin Wirz       | Allemagne |       |
| Médaille d'argent  | Sabine Kleinhenz | France    |       |
| Médaille de bronze | Ursula Profanter | Autriche  |       |

| Rang               | Athlète                                                | Pays      | Temps |
| ------------------ | ------------------------------------------------------ | --------- | ----- |
| Médaille d'or      | Sabine Goetschy Laurence Castet Aurore Bringard        | France    |       |
| Médaille d'argent  | Petra Bauch Karin Wahl Brigitte Gödecke                | Allemagne |       |
| Médaille de bronze | Sabine Eichenberger Karoline Steinmann Christine Buser | Suisse    |       |

### C1
| Rang               | Athlète           | Pays        | Temps |
| ------------------ | ----------------- | ----------- | ----- |
| Médaille d'or      | Tomislav Crnkovic | Yougoslavie |       |
| Médaille d'argent  | Jodko Kancler     | Yougoslavie |       |
| Médaille de bronze | Andrej Jelenc     | Yougoslavie |       |

| Rang               | Athlète                                             | Pays      | Temps |
| ------------------ | --------------------------------------------------- | --------- | ----- |
| Médaille d'or      | Andrej Jelenc Josko Kancler Tomislav Crnkovic       | Slovénie  |       |
| Médaille d'argent  | Jean-Luc Bataille Pascal Halko Bruno Kremer         | France    |       |
| Médaille de bronze | Oliver Bittel Karl-Friedrich Schneider Olaf Schwarz | Allemagne |       |

### C2
| Rang               | Athlète                         | Pays        | Temps |
| ------------------ | ------------------------------- | ----------- | ----- |
| Médaille d'or      | Thierry Carlin Eric Archambault | France      |       |
| Médaille d'argent  | Andrej Grobisa Srecko Masle     | Yougoslavie |       |
| Médaille de bronze | Stefan Eich Gregor Simon        | Allemagne   |       |

| Rang               | Athlète                                                            | Pays            | Temps |
| ------------------ | ------------------------------------------------------------------ | --------------- | ----- |
| Médaille d'or      | Müller / Kennel Dajek / Knittel Eich / Simon                       | Allemagne       |       |
| Médaille d'argent  | François / Baechler Puyfoulhoux / Alaphilippe Carlin / Archambault | France          |       |
| Médaille de bronze | Chlouba / Hermann Stastny / Kmecko Smolka / Bubenicek              | Tchécoslovaquie |       |

## Tableau des médailles
| Rang  | Nation          | Or | Argent | Bronze | Total |
| ----- | --------------- | -- | ------ | ------ | ----- |
| 1     | Allemagne       | 3  | 2      | 3      | 8     |
| 2     | France          | 2  | 4      | 1      | 7     |
| 3     | Yougoslavie     | 1  | 2      | 1      | 4     |
| 4     | Italie          | 1  | 0      | 0      | 1     |
| -     | Slovénie        | 1  | 0      | 0      | 1     |
| 6     | Autriche        | 0  | 0      | 1      | 1     |
| -     | Tchécoslovaquie | 0  | 0      | 1      | 1     |
| -     | Suisse          | 0  | 0      | 1      | 1     |
| Total | Total           | 8  | 8      | 8      | 24    |